# Canonisa
Uma canonisa ou cónega (português europeu) ou cônega (português brasileiro) é uma mulher que integra uma comunidade religiosa de mulheres que vivem uma vida simples. Muitas comunidades observam a regra monástica de Santo Agostinho. O nome corresponde ao equivalente masculino, um cônego. A origem e a regra são comuns a ambos. Assim como os cônegos, existem dois tipos de canonisas: as regulares, que seguem a regra agostiniana, e as seculares, que não seguem uma regra monástica da vida.

## Origem
O envolvimento de mulheres no trabalho da Igreja remonta aos tempos mais antigos, e a união delas para os exercícios comunitários foi um desenvolvimento natural do culto religioso. Muitas ordens e congregações religiosas de homens são ligadas a conventos de monjas, seguindo as mesmas regras e constituições, muitas comunidades de canonisas assumindo o nome e o estado de vida estabelecidos para as congregações de cônegos regulares.

## História
São Basílio, o Grande, em suas regras, trata de homens e mulheres. Agostinho de Hipona elaborou a primeira regra geral para tais comunidades femininas. Ela foi escrita no ano 423 e foi dirigida a Felicitas, superiora do mosteiro de Hipona, e a Rusticus, o padre que Agostinho havia designado para cuidar das monjas. Na Irlanda, São Patrício instituiu os cônegos regulares, e Santa Brígida foi a primeira de inúmeras canonisas. Os mosteiros da Ordem Gilbertina eram quase sempre duplos, para homens e para mulheres.
Pelo fim do século VIII, o título de cônega é encontrado pela primeira vez, e era dado a essas comunidades de mulheres que, enquanto professavam uma vida comum, ainda não cumpriam em toda a extensão a regra original de Santo Agostinho. Essas cônegas eram praticamente uma imitação dos cabidos de cônegos regulares que haviam sido recebidos recentemente pela introdução da "Regula vitæ communis" de São Crodegango de Metz. As cônegas faziam apenas dois votos, de castidade e de obediência. Suas superioras eram conhecidas como abadessas, as quais geralmente mantinham uma posição principesca e tinham jurisdição feudal.
As ocupações das canonisas consistiam na recitação do Ofício Divino, nos cuidados com as vestes da igreja e na educação dos jovens, particularmente das filhas da nobreza. As cônegas regulares, de forma geral, seguem a regra de Santo Agostinho, mas as circunstâncias locais têm sido o meio de introduzir várias mudanças nos detalhes.
Algumas comunidades de canonisas ocupavam-se na educação de crianças, como, por exemplo, as Cônegas da Congregação de Nosa Senhora (em francês:  Congrégation de Notre-Dame de chanoinesses de Saint-Augustin), instituída em 1597 em Mattaincourt, Lorena, por S. Pedro Fourier, CRSA, e pela Bem-Aventurada Alice Le Clerc, CND. Esta congregação, cujo carisma é a educação de meninas pobres, espalhou-se rapidamente na França e na Itália. Somente na França, até a perseguição de 1907, elas tinham cerca de trinta comunidades e o mesmo número de escolas para estrangeiros e pensionistas. Expulsas da França, algumas se refugiaram na Inglaterra, como as do famoso convento de Les Oiseaux, Paris, que se mudaram para Westgate-on-Sea, e as de Versalhes, que se estabeleceram em Hull.

## Desenvolvimento

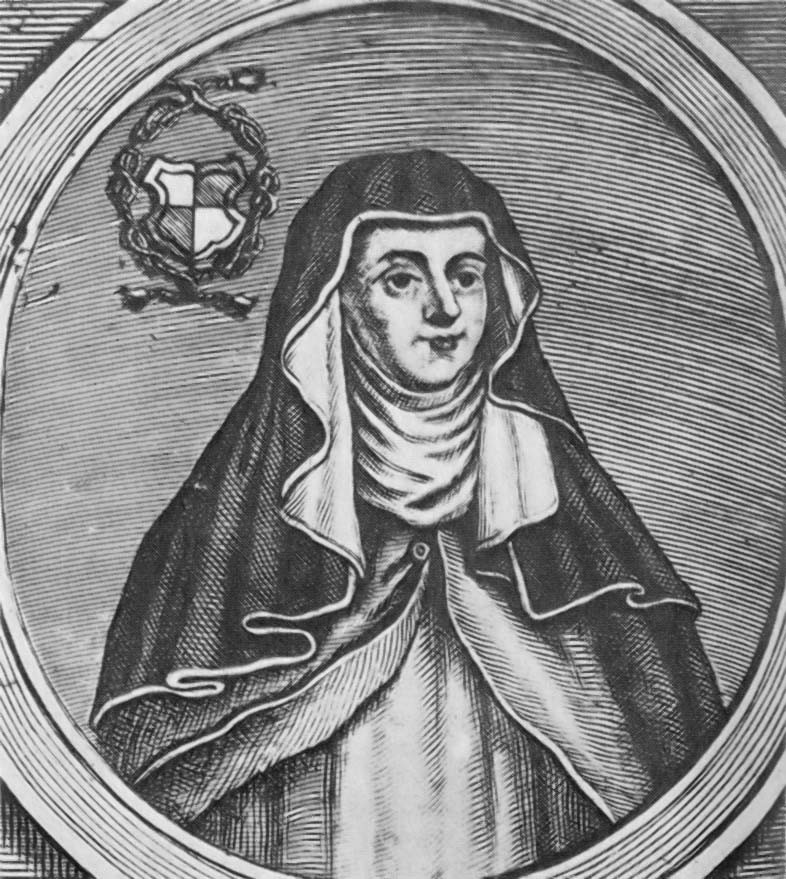
A cônega Hrotsvitha de Gandersheim.

Em muitas ordens e congregações religiosas, comunidades masculinas e femininas estão relacionadas, seguindo as mesmas regras e constituições. Nos primeiros séculos da Igreja, uma ordens e congregações  geralmente começava com a outra. A maioria, se não todas, das congregações que formavam a ordem canonical tinham, ou ainda têm, uma congregação correlata para as mulheres.
Algumas comunidades de canonisas desenvolveram institutos abertos de irmãs religiosas para complementar suas atividades. A Congregação de Nossa Senhora de Montreal surgiu das Cônegas de Santo Agostinho da Congregação de Nossa Senhora, com o mesmo objetivo de educação gratuita para os pobres.
De maneira semelhante, em 1897, as Cônegas de Santo Agostinho, na Bélgica, responderam ao pedido de um padre missionário em Mulagumudu, Índia, para obter ajuda com um orfanato que ele dirigia lá. Elas enviaram várias de suas membras para servir nesta instalação. Embora tenham descoberto, após a chegada, que o padre havia morrido, elas cuidaram dos órfãos que ele deixara para trás. Pouco tempo depois de sua chegada, e lideradas pela Madre Superiora, Madre Maria Luísa de Meester, as irmãs formaram uma congregação religiosa independente chamada Cônegas Missionárias de Santo Agostinho, composta por muitas mulheres indianas e européias. Em 1963, no entanto, inspirada pelos Padres de Scheut, com quem trabalhavam frequentemente e de quem recebiam muito apoio espiritual, a congregação decidiu abandonar seu elemento monástico e se transformou nas Irmãs Missionárias do Imaculado Coração de Maria .
Na Inglaterra, as Cônegas Regulares do Santo Sepulcro estabeleceram uma escola em New Hall; embora não dirijam mais na escola, o que elas fundaram continua a florescer. Houve, por uma época, em Hoddesdon, uma comunidade dedicada à vida contemplativa e à adoração eucarística perpétua. Este convento era um elo com as canonisas da pré-Reforma, através da irmã Elizabeth Woodford, que foi professada no Priorado de Barnharm, Buckinghamshire, em 8 de dezembro de 1519. Quando o convento foi suprimido, em 1539, ela foi para os Países Baixos e foi recebida no convento de cônegas regulares em Santa Úrsula, Louvaina. Numerosas mulheres a seguiram e uma comunidade separada de língua inglesa foi estabelecida. No fim do século XVIII, essa comunidade de canonisas inglesas retornou à Inglaterra.
Assim como os cônegos, também entre as canonisas, o compromisso com a oração litúrgica, a disciplina e o amor à vida comunitária floresceram, mas depois enfraqueceram, de modo que, nos séculos X e XI, vários mosteiros se tornaram seculares e, embora morassem na mesma casa, já não mais observavam o espírito de pobreza nem mantinham uma mesa comum.

### Cônega regular

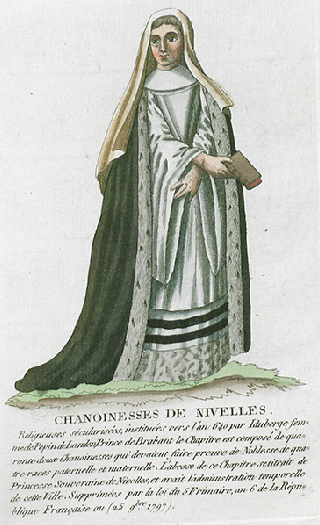
Nobre Cônega de Nivelles em hábito coral com arminho.

Existem cônegas regulares e também cônegos regulares, sendo a origem apostólica comum a ambos.
Comunidades de cônegas regulares desenvolveram-se a partir dos grupos de mulheres que adotaram o nome e a regra de vida prescritos para as várias congregações de cônegos regulares. Elas faziam votos religiosos e, como os cônegos, seguiam a Regra de Santo Agostinho. Elas têm a mesma obrigação para com o Ofício Divino que os cônegos e, como eles, a parte distintiva de seu hábito religioso é o roquete de linho branco sobre a tradicional túnica preta. Novamente, como os cônegos, algumas congregações simplesmente substituíram o roquete por uma túnica branca como seu hábito. Ao contrário das monjas, cujas comunidades geralmente seguiam a Regra de São Bento e se sustentavam com a agricultura, as comunidades de canonisas se dedicavam inteiramente a várias formas de serviço social, como enfermagem ou ensino.

### Cônega secular
Na Europa medieval, surgiram muitas comunidades onde filhas solteiras e viúvas da nobreza podiam se retirar para mosteiros nos quais viviam vidas piedosas de devoção, mas não se tornavam monjas. Como elas não seguiam uma regra monástica (em latim: Regula), foram denominadas cônegas seculares. De modo geral, esses mosteiros eram inteiramente compostos por aristocratas. Ao contrário das monjas, elas não faziam votos permanentes e não se comprometiam com uma vida de pobreza ou com uma vida comum para comer e dormir. Essencialmente, elas forneciam um estilo de vida respeitável, embora religioso, para aquelas mulheres que talvez não desejassem o casamento naquela fase de suas vidas, ou simplesmente queriam se concentrar na oração de uma maneira condizente com sua posição na vida. Em alguns exemplos, eles moravam em suas próprias casas e a maioria tinha criados disponíveis. Não faziam votos de celibato perpétuo (muitas vezes exceto a abadessa, como na Abadia de Essen) e, portanto, podiam partir a qualquer momento para se casar, o que acontecia com freqüência. Um influxo de nomes gregos em Essen sugere que, após a morte da imperatriz Teofânia em 991, uma princesa bizantina, suas damas de companhia gregas se recolheram em massa para Essen, onde neste período as poderosas abadessas eram principalmente mulheres da reinante Dinastia Otoniana.
Quando afetadas pela Reforma Protestante, essas comunidades quase que invariavelmente aceitaram a nova fé. Algumas continuaram a existir como comunidades de mulheres solteiras apoiadas pelos governantes locais. Quase todas deixaram de existir no século XX.

### Canonisas notáveis

#### Seculares
- Gerberga II, abadessa de Gandersheim
- Hrotsvitha (c. 935 - 973), uma cônega secular alemã conhecida por seu impacto na literatura e na história.[5]
- Matilde, abadessa de Essen
- Matilde de Ringelheim
- Matilde, abadessa de Quedlinburg (955 - 999)
- Adelaide I, abadessa de Quedlinburg (c.973 - c.1044)
- Sofia I, abadessa de Gandersheim

## Contemporaneidade
Em 1997, uma associação pública de fiéis, a Associação Norbertina de São José, foi estabelecida pelos Cônegos Regulares do Premontre da Abadia Norbertina de São Miguel em Orange, Califórnia. Em 2000, a associação pública assumiu a vida comum em Tehachapi, Califórnia. Em janeiro de 2011, a associação foi reconhecida como um priorado autônomo de canonisas regulares de Premontre pela Congregação para os Institutos de Vida Consagrada do Vaticano, o Abade-Geral e seu conselho da Ordem Norbertina e da Diocese de Fresno, Califórnia. Uma das duas comunidades conhecidas de canonisas regulares nos Estados Unidos, elas cresceram das cinco fundadoras originais para 49 irmãs em setembro de 2019.
Em 2010, as Irmãs em Jesus, o Senhor, Canonissae in Jesu Domino (CJD), foram estabelecidas como Associação Pública de Fiéis pelo Bispo Robert Finn na Diocese de Kansas City-St Joseph, Missouri. Elas têm sua base em Kansas City, Missouri, e têm uma casa em Vladivostok, Rússia, onde servem aos católicos romanos na Paróquia Santíssima Mãe de Deus. Sua comunidade-irmã é a dos Cônegos Regulares de Jesus, o Senhor, localizada em Vladivostok, Rússia.
Em 2009, as canonisas da Mãe de Deus estavam presentes em Gap, na França, e estão ligadas aos cônegos de Lagrasse.
- As Cônegas Regulares do Santo Sepulcro, fundadas no século XIV, eram originalmente o ramo feminino da antiga Ordem militar com esse nome, os Cônegos Regulares do Santo Sepulcro. Em 2011 AD, havia mosteiros da Ordem na Bélgica, Brasil, Inglaterra, Holanda e Espanha. A maioria das comunidades deixou de usar o hábito religioso tradicional, mas sua insígnia de identificação continua sendo a cruz dupla da Ordem.[8]
- Cônegas de São Vítor de Ypres remontam a sua fundação a Guilherme de Champeaux, fundador da Congregação de São Vítor de Paris (Vitorinos), (1108). Em 1236 a comunidade estava baseada em Roebrugge, na Flandres ocidental (Bélgica). Desde então elas se mudaram para a vizinha Ypres, onde administraram uma escola. Em 2014, havia seis canonisas baseadas na casa de Ypres, que é afiliada às Irmãs Oblatas das Cônegas de São Vitor em Champagne.
- Cônegas Agostinianas da Misericórdia de Jesus têm suas raízes em um grupo que, há mais de 700 anos, começou a servir aos necessitados e angustiados no crescente porto pesqueiro francês de Dieppe. Em 2014, a comunidade opera uma casa de repouso em Cumbria e em Liverpool.[9][10]
- Cônegas Regulares da Congregação de Santo Agostinho de Windesheim traçam sua origem desde Bruges, 1629, até Louvaina, 1415. Santa Úrsula, em Lovaina, foi uma das primeiras comunidades femininas de Windesheim (fundada em 1387). Este ramo da Ordem Canonical surgiu do movimento laico conhecido como Devotio Moderna. Os Irmãos e Irmãs da Vida Comum responderam a uma necessidade fortemente sentida de um tempo para um retorno ao Evangelho. Os primeiros mosteiros de Windesheim adotaram a regra de Santo Agostinho. Elas também se inspiraram nos místicos flamengos, especialmente João de Ruusbroec. Elas operam um programa de retiro no Priorado de Nossa Senhora, Kingston-near-Lewes, East Sussex.[11]
- Congregação de Nossa Senhora - Cônegas de Santo Agostinho [12]
- Cônegas de Windesheim-São Vítor